# Волынский, Павел Иванович
Не путать с Волынским Павлом Ивановичем, который в Боярской книге показан кравчим и умершим в 1640 году.
Павел Иванович Волынский (?—1641) — московский дворянин, воевода, начальник Холопьего приказа и казначей во времена правления Михаила Фёдоровича.
Из дворянского рода Волынские. Третий сын воеводы Волынского Ивана Григорьевича Меньшого. Имел братьев: Степана, Семёна и Григория Ивановичей Волынских.

## Биография
В 1618 годе был в осаде в Москве. В том же году участник заключения перемирия с поляками у Троице-Сергиева монастыря, находился при боярине Фёдоре Ивановиче Шереметьеве. В феврале 1620 году участвовал в церемонии приёма шведского посла. На первой свадьбе царя Михаила Фёдоровича с княжной Марией Владимировной Долгоруковой в сентябре 1624 года был в числе поезжан. В 1625 году, в чине московского дворянина, участвовал в приёме персидского посла — “за кривым столом за которым сидел посол пить носил”. На второй свадьбе Государя и Евдокии Лукьяновны Стрешневой в феврале 1626 года  был в числе поезжан. В 1625-1629 годах неоднократно обедал у Государя и патриарха Филарета. В ноябре 1626 года послан Государем в Вязьму для разбирательства нарушений воевод — князя Фёдора Андреевича Телятьевского и Юрия Игнатьевича Татищева. В 1627-1628 годах описывал земли Костромского уезда. В Боярской книге 1627-1629 и 1640 годов показан московским дворянином. В 1631 и 1632 годах поздравлял Государя с днём Пасхи. В 1631-1632 годах присутствовал в приказе Большого прихода. В октябре 1632 года отправлен вторым воеводою в Новгород, где пробыл по 1635 год, но отпущен с должности к Москве только в 1636 году. Упомянут в 1636 году в чине стряпчего. В 1636-1637 годах участвовал в приёмах и отпуске различных послов. В эти же года при поездках Государя находился в Москве для её охраны и не редко обедал у Государя. В июле 1627 года назначен управлять Холопьим приказом. В 1638-1640 годах начальник Холопьего приказа. В ноябре 1640 года назначен царским казначеем и одновременно присутствовал в приказе Казённого двора.
Умер в мае 1641 года.

## Семья
Жена: Федосья Ивановна — она и её род внесён в синодик Мещёвской Дорогошанской Троицкой пустыни. В 1646 году имела вотчину деревню Путиловку на речке Всходне, а всего 10 дворов, людей 39 человек и 4 двора бобыльских, людей в них 7 человек. В августе 1649 года при встрече литовских послов выставляла для парада 6 человек.
По родословной росписи показаны бездетными.